# Angels de Los Angeles
Pour les articles homonymes, voir Angels.
 Saison 2018 des Angels de Los Angeles
Les Angels de Los Angeles (Los Angeles Angels en anglais), autrefois les Angels de la Californie (California Angels), les Angels d'Anaheim (Anaheim Angels) et les Angels de Los Angeles d'Anaheim (Los Angeles Angels of Anaheim), sont une franchise de baseball de la Ligue majeure de baseball située à Anaheim (Californie, États-Unis). Ils évoluent dans la division Ouest de la Ligue américaine.
Fondés en 1961 à Los Angeles et établis depuis 1966 à Anaheim, les Angels évoluent depuis 1966 au Angel Stadium.
Ils comptent un titre de champion des Ligues majeures de baseball, celui de la Série mondiale 2002.

## Palmarès
- Champion de la Série mondiale : 2002
- Champion de la ligue américaine : 2002
- Titres de division (9) : 1979, 1982, 1986, 2004, 2005, 2007, 2008, 2009, 2014
- Meilleur deuxième : 2002

## Histoire

### La genèse de la franchise
Depuis quelques années, on parlait d'une équipe de la Ligue américaine domiciliée à Los Angeles. En 1940, les Browns de Saint-Louis demandent aux propriétaires de la Ligue de déménager à Los Angeles mais leur requête est rejetée. Ils obtiendront l'autorisation de déménager pour la saison 1942 mais le bombardement de la base de Pearl Harbor en décembre 1941 rendit l'opération impossible. En 1953, le déménagement des Browns à Los Angeles pour la saison 1954 fut à nouveau évoqué. Toutefois l'équipe fut vendue et dut déménager à Baltimore à la place des Orioles. Par la suite de nouvelles discussions avec les Senators de Washington furent engagées puis la rumeur du départ des Athletics de Philadelphie vers Kansas City mit fin à l'idée du déménagement d'une franchise de la ligue américaine à Los Angeles.
Finalement c'est la Ligue nationale qui s'installa la première à Los Angeles avec le déménagement des Dodgers de Brooklyn pour la saison 1958. Le propriétaire des Dodgers Walter O'Malley acheta les Angels de Los Angeles de la Ligue de la côte du Pacifique au début de 1957 au propriétaire des Cubs de Chicago, Phil Wrigley. Selon les règles en vigueur à l'époque, il a aussi acquis les droits de l'équipe de Los Angeles de la ligue majeure où il transféra les Dodgers l'année suivante. Normalement cela n'aurait pas écarté la présence d'une équipe dans le Grand Los Angeles. Cependant, pour prévenir le cas où la Ligue continentale deviendrait réalité, en 1960 les deux ligues déjà existantes s'accordèrent pour ajouter chacune des deux équipes dans chaque ligue. Cependant, cet accord fut rapidement rompu quand la Ligue nationale installa une équipe à New York (les Mets) qui serait la dixième de la ligue. Pour sa part, la Ligue américaine annonça un plan en vue d'installer une équipe à Los Angeles qui pourrait commencer à jouer en 1961.

### Les débuts de la franchise

Logo de 1961 à 1962

Gene Autry, un cow-boy chantant, mais aussi un acteur, chanteur et propriétaire de la Golden West Broadcasting (groupe propriétaire de radio) alla à la rencontre des propriétaires à St Louis en 1960 dans l'espoir de gagner les droits de diffusion de la nouvelle équipe. Hank Greenberg, membre du Temple de la renommée du baseball, était initialement le mieux placé pour devenir le premier propriétaire de l'équipe avec Bill Veeck comme partenaire. Mais O'Malley ne voulait pas vraiment être en concurrence avec Veeck et menaça de rompre l'accord en invoquant son droit exclusif de diriger une équipe des ligues majeures dans le sud de la Californie. Dès qu'il fut évident qu'O'Malley ne lâcherait pas le club tant que Veeck était codirigeant, Greenberg fut forcé de s'incliner. Après l'échec de la tentative de Charlie Finley (alors futur propriétaire des Athletics d'Oakland), Autry décida lui aussi de tenter sa chance et put ainsi acheter la franchise.
Autry appela la nouvelle équipe les Angels de Los Angeles . L'origine de ce nom date de 1892, quand une équipe de baseball Los Angeles entra dans la ligue californienne. Le surnom d'Angels (anges) a toujours été naturel, voire évident, pour les équipes de la ville puisqu'il vient de la traduction espagnole de Los Angeles. C'était aussi un clin d'œil à l'équipe qui jouait dans la Cité des anges de 1903 à 1957. O'Malley garda les droits du nom des Angels même lorsque l'équipe partit à Spokane pour remplacer les Dodgers. Alors Autry racheta ces droits à O'Malley.

### Les années 1960: Les premières années des Angels

Logo de 1963 à 1964

En 1961, la première année d'existence de l'équipe, les Halos finirent 70-91 avec un pourcentage de victoires de 0,435, le plus élevé pour une équipe d'expansion. En outre, ils devancèrent par 9 matchs devant l'autre nouvelle équipe des Sénateurs de Washington (aujourd'hui les Rangers du Texas); ils finirent 9 matchs devant les Athletics d'Oakland. L'équipe de 1961, de l'avis général, était vue comme un joyau notamment grâce à Steve Bilko, joueur longtemps chouchou des supporteurs. Albie Pearson était aussi favori des fans. Les Angels jouèrent leur premier match de la saison au Wrigley Field au South Los Angeles qui a longtemps été le stade des PCL Angels.
En 1962, selon les termes de l'accord passé avec O'Malley, les Angels partent au Dodger Stadium. Cette année-là, les Angels furent un sérieux prétendant au championnat de la Ligue américaine durant une grande partie de la saison. Ils étaient en tête du classement le 4 juillet avant de finir en troisième place, à 10 matchs des Yankees de New York qui gagnèrent cette saison-là leur 27e championnat de la Ligue américaine. Le 5 mai de cette même année, Bo Belinsky, qui était aussi bien connu pour son habilité avec une queue de billard et pour être sorti avec quelques starlettes d'Hollywood (et plus particulièrement Mamie Van Doren) que pour ses prouesses sur le terrain, lança le premier match sans point ni coup sûr (no-hitter) de l'histoire du Dodger Stadium en battant les Orioles 5-0.
En 1964, les Angels terminent la saison en 5e place de la Ligue américaine et le lanceur Dean Chance remporte le Trophée Cy Young cette même année. Le besoin d'un nouveau stade devint pressant. On pensait que les Angels ne seraient jamais aussi populaires que les anciens locataires, les Dodgers. De plus, O'Malley imposa d'onéreuses conditions de location aux Angels : ils étaient par exemple chargés de 50 % de l'approvisionnement du stade, bien qu'à ce moment-là les Angels n'attiraient au maximum que la moitié du public des Dodgers.

Logo de 1965 à 1970

Attendant toujours son nouveau stade, Autry alla voir ailleurs. Son premier choix fut le site offert par la ville de Long Beach (Californie). Cependant la ville voulait absolument que l'équipe soit rebaptisée les Angels de Long Beach, une chose qu'Autry refusa. Il accepta finalement la proposition venant de la banlieue de Los Angeles, Anaheim dans le Comté d'Orange et la construction du stade d'Anaheim commença (surnommé The Big A par les sud californiens) où les Halos s'installèrent en 1966. Le 2 septembre 1965, les propriétaires annoncent que les Angels de Los Angeles devaient à présent être appelés les Angels de la Californie en vue de leur  départ à Anaheim l'année suivante. Ils étaient la deuxième équipe des ligues majeures à porter le nom d'un État et non d'une ville tout comme les Twins du Minnesota. Les Angels étaient une des trois équipes de baseball majeur en Californie, mais les seuls dont le surnom comportait le nom de l'État. Lors de leur dernière saison au Dodgers Stadium, les Angels n'attirèrent que 566 727 spectateurs, alors que durant leur première année à Anaheim ils en attiraient 1,4 million devenant l'équipe qui avait le plus de succès aux guichets de la Ligue américaine. En 1967, leur seconde année à Anaheim, les Angels faisaient partie des cinq meilleures équipes de la ligue avant de décrocher à la fin du mois d'août, mais ils jouaient  les trouble-fête en battant Détroit au Tiger Stadium lors du dernier match de la saison régulière donnant ainsi le premier titre au Red Sox de Boston depuis 21 ans. En 1970, les Angels finirent troisième de la division Ouest de la Ligue américaine et Alex Johnson devint le premier (et à ce jour[Quand ?] le seul) Angel à remporter le championnat des frappeurs de la Ligue américaine. Le lanceur Ken McBride, l'arrêt-court Jim Fregosi, les champs extérieurs Abbie Pearson et Leon Wagner ainsi que le receveur Buck Rodgers sont des joueurs emblématiques de cette période. Plus tard, Fregosi et Rodgers dirigèrent les Angels.

### Le show des années 1970: Nolan Ryan et les séries d'après-saisons

Logo de 1973 à 1985

Pendant les années 1970, les choses sont difficiles pour les fans des Angels. Mais l'artilleur Nolan Ryan lança quatre matchs sans point ni coup sûr et établit un nouveau record pour le nombre de retrait sur les prises avec 383 en 1973, un record qui tient toujours. Auparavant, Ryan avait été échangé par les Mets en retour de Jim Fregosi. Ryan a été un lanceur clé de l'équipe des Miracle Mets qui remportèrent les Séries mondiales en 1969. Les exploits de Ryan lui donnèrent  le surnom de Ryan express après la sortie du film Von Ryan's Express dans lequel joue Frank Sinatra.
Ironiquement, les années 1970 prirent fin avec la décision du directeur-gérant de l'époque, Buzzie Bavasi, de libérer Nolan Ryan. En effet Bavasi estimait qu'il pouvait remplacer le détenteur du record de 1979 de 16-14 par deux lanceurs qui faisaient 8-7.
Les Angels remportent leur premier titre de division (division Ouest de la Ligue américaine) en 1979 avec leur gérant Jim Fregosi, un ancien  arrêt-court des Angels qui fut envoyé chez les Mets de New York en 1972 dans le cadre d'un accord qui permettait à Nolan Ryan de rejoindre les Angels. Don Baylor devint le frappeur désigné à être élu Meilleur joueur de la Ligue américaine. Bert Campaneris, Rod Carew, Dan Ford et Bobby Grich sont d'autres joueurs qui ont contribué au succès des Angels de la Californie. Cependant, les Angels s'inclinèrent 4-3 en finale de l'Américaine contre les Orioles de Baltimore.

### Les années 1980: une décennie de déceptions
La saison 1979 fut la dernière saison des Halos dans le vieux Big A. L'Équipe de football américain des Rams de Los Angeles accepta de jouer à Anaheim durant la saison 1980, dans un stade élargie de 65 000 places assises. Trois balcons de béton gris bloquèrent la vue sur les montagnes San Gabriel et San Ana. Dans les années 1980, les Angels apprennent le marketing sportif tout en jonglant avec les difficultés de posséder un stade trop grand pour le baseball.
Les Angels atteignent les Séries mondiales à la fin de la saison 1982. Reggie Jackson, qui jouait auparavant pour les Athletics d'Oakland et pour les Yankees de New York, rejoint les Angels cette année-là. Avec beaucoup d'éléments de l'équipe de 1979, les Angels remportent le championnat de la division Ouest. L'équipe était dirigée par le gérant Gene Mauch, qui sera à la barre de l'équipe jusqu'à la fin de la saison 1986. Les Angels remportent un second championnat de la division Ouest. Ils gagnent les deux premiers matchs des séries (sur cinq) contre les champions de la division Est, les Brewers de Milwaukee, avant de s'iincliner lors des trois derniers matchs et de perdre le titre final.

Logo de 1986 à 1992

Les Angels gagnent de nouveau le championnat de leur division en 1986. Baylor était parti mais il fut remplacé par la Recrue de l'année (rookie) Wally Joyner et le lanceur Chuck Finley. Champions de la division Ouest pour la troisième fois, les Angels affrontent cette fois-ci les Red Sox de Boston pour le titre de la Ligue américaine. Lors du cinquième marche, les Angels mènent 5-2 dans en neuvième manche. Le lanceur débutant Mark Witt accorde deux coups de circuit à l'ancien Angel Don Baylor ramenant l'avance des Californiens à 5-4. Mais le releveur Donnie Moore accorda un coup de circuit dramatique à Dave Henderson et les Red Sox remportèrent le match 6-5. Ils déclassèrent ensuite les Angels pour gagner la série 4 parties à 3 et allèrent en Série mondiale, pour ensuite essuyer une amère défaite contre les Mets de New York.

### Les années 1990: nouveaux propriétaires, nouveau nom et mêmes résultats
Le 18 mai 1995, la Walt Disney Company annonce son intention d'acquérir le capital de l'équipe à hauteur de  25 %. L'achat se fait le 15 mai 1996. L'équipe est encore une fois rebaptisée les Angels d'Anaheim et le Anaheim Stadium est rénové au coût de 100 millions de dollars. Après la mort de Gene Autry en 1998, Disney rachète l'intégralité du club.

### Les années 2000: nouveaux propriétaires, nouveau nom et bons résultats

#### 2002: première et seule Série mondiale
La saison 2002 débute par l'abandon de l'uniforme à fines rayures après cinq ans de controverse. Les Angels adoptent un uniformes rouge, mais qui marque quand même une rupture avec le bleu marine, couleur traditionnelle de l'équipe. Les nouveaux costumes arborent le nom « Anaheim ». C'est la première fois que l'emplacement géographique de l'équipe est indiquée sur ces uniformes depuis 1965.
Les Angels connaissent un début difficile dans la nouvelles division Ouest, composée de quatre équipes. Leur fiche est de 6-14 au début à la saison régulière. Les Angels, gérés par l'ancien receveur des Dodgers Mike Scioscia, ont par la suite remporté 99 victoires et enlèvent le titre de quatrième as (wild card) de la Ligue américaine. Les Athletics d'Oackland ont gagné 103 matchs, de sorte que les Angels finissent en deuxième position dans la division. Les Halos battent ensuite les  champions de la division Est, les Yankees de New York, trois parties à une en finale de division de la Ligue américaine, avant d'écarter les Twins du Minnesota quatre parties à une pour remporter le titre de la Ligue américaine pour la première fois de leur histoire.

#### Série mondiale 2002
(mars 2017).
Le contenu est difficilement compréhensible vu les erreurs de traduction, qui sont peut-être dues à l'utilisation d'un logiciel de traduction automatique.
 (mars 2017).
Si vous disposez d'ouvrages ou d'articles de référence ou si vous connaissez des sites web de qualité traitant du thème abordé ici, merci de compléter l'article en donnant les références utiles à sa vérifiabilité et en les liant à la section « Notes et références ».
Lors de la Série mondiale 2002, les Angels font face aux Giants de San Francisco menés par le cogneur Barry Bonds. Ce fut d'ailleurs la Série mondiale avec le plus de points marqués à ce jour[Quand ?]. San Francisco remporte le premier match (4-3), mais les Angels remportent le deuxième (11-10) et le troisième (10-4) match. Les Giants ont ensuite gagné les deux matchs suivants (4-3 et 16-4). Le moment pivot de la série a été le match 6. Au début de la septième manche, les Angels sont menés 5-0. Ils sont alors à huit retraits de l'élimination[pas clair], puis reviennent lors de la septième et de la huitième manche pour gagner le match 6-5. Les Angels remportent le septième match 4-1, pour gagner la première Série mondiale de leur histoire.
Le joueur de troisième but Troy Glaus a été nommé le joueur par excellence de la Série mondiale. Le jeune lanceur de relève de vingt ans Francisco Rodríguez a gagné un record de cinq victoires en séries éliminatoires, sans avoir gagné un match de saison régulière auparavant. Le lanceur partant John Lackey est devenu le premier lanceur recrue à gagner le septième match de la Série Mondiale en 93 ans.
Le 21 mai 2003, Disney revend les Anaheim Angels pour 180 millions de dollars à Arturo Moreno, un financier de Phoenix.
Le 3 janvier 2005, la franchise annonce qu'elle portera désormais le nom de Los Angeles Angels of Anaheim. L'annonce suscite beaucoup de controverse et même la colère de nombreux partisans de l'équipe. Parmi les raisons pour s'opposer à ce nom, il y d'abord le fait que le club évolue à Anaheim et non dans la ville, ni même dans le comté de Los Angeles. Le nom entier, unique dans le baseball, comporte deux noms de villes. De plus, cette région de Californie abrite une grande population hispanophone, ce qui crée une redondance puisque Los Angeles en espagnol se traduit par The Angels en anglais. La ville d'Anaheim, qui détient le bail du stade de l'équipe, intente une poursuite, abandonnée en 2009, pour forcer le propriétaire Arte Moreno à revenir à l'ancien nom. Les Angels se débarrassent finalement de l'obligation d'utiliser les mots « of Anaheim » et sont simplement appelés les Angels de Los Angeles  (Los Angeles Angels) à compter du début de la saison 2016.

### Les années 2010: L'arrivée de Mike Trout et des saisons en montagnes russes

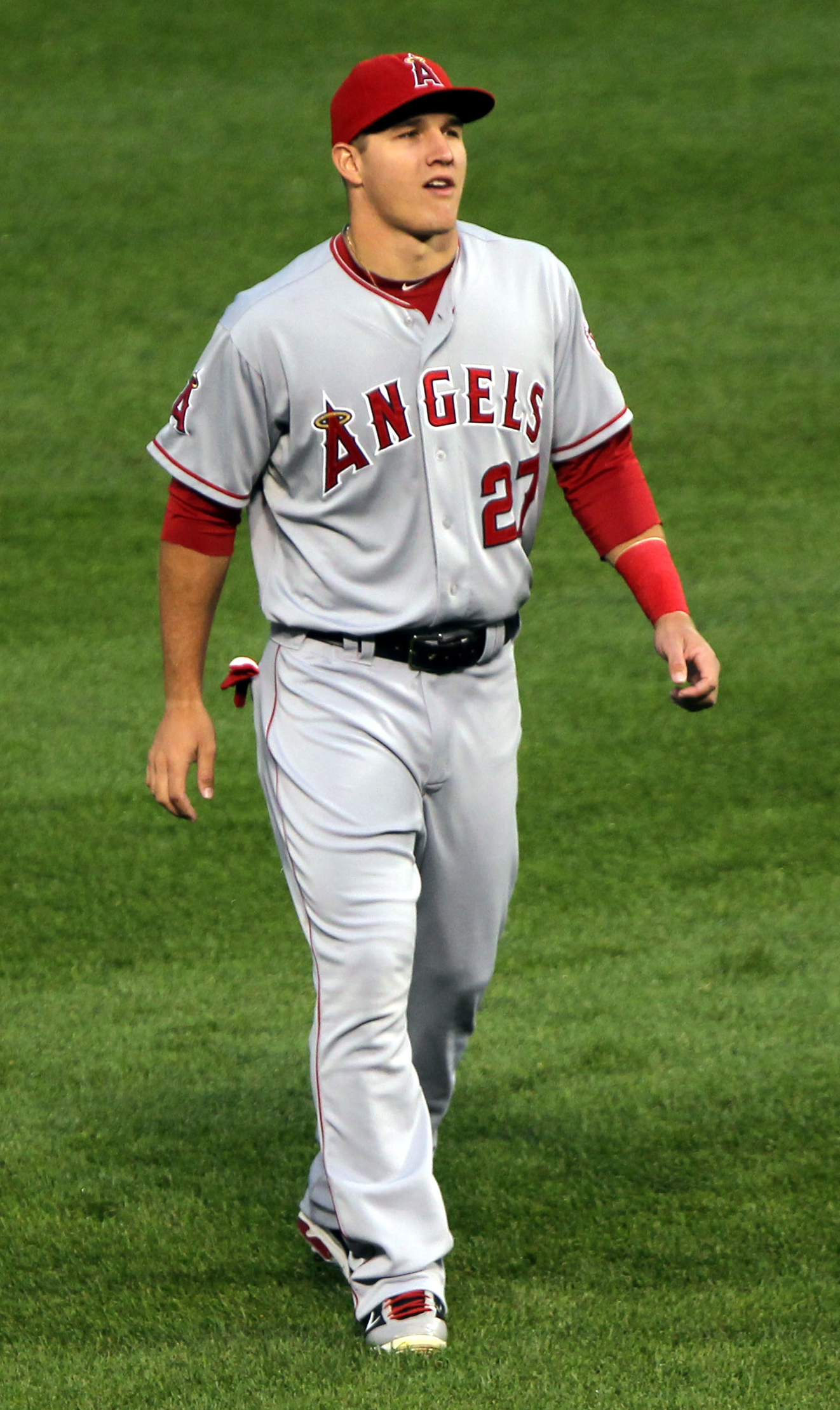
Mike Trout

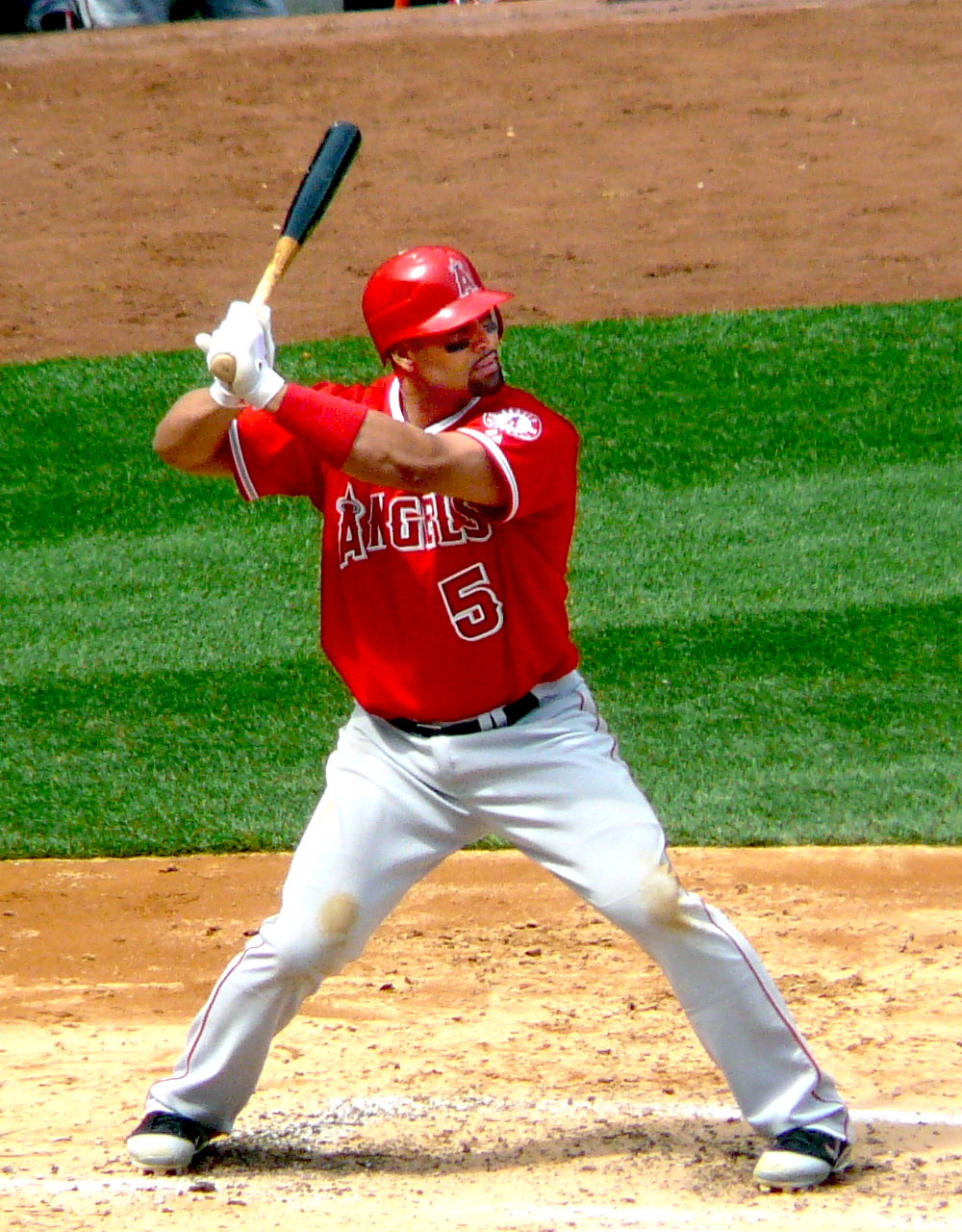
Albert Pujols

Le 8 juillet 2011, Mike Trout joue avec les Angels son premier match dans le baseball majeur. Après 40 parties jouées en fin de saison, il commence la saison 2012 dans les ligues mineures avant de rejoindre les Angels le 28 avril. Trout est l'un des plus spectaculaires talents à émerger dans le baseball professionnel dans les récentes années. Il est élu recrue de l'année 2012 de la Ligue américaine après ce qui est considéré la meilleure saison de l'histoire pour un joueur de 20 ans, et l'une des meilleures pour un joueur recrue,,,. Mike Trout est le joueur par excellence de la Ligue américaine en 2014 en 2016, et termine aussi 2e du vote pour ce prix en 2012, 2013 et 2015.
Les Angels ne savent cependant pas bien entourer Trout et dépensent leur argent en contrats coûteux qui ne s'avèrent pas nécessairement de judicieuses dépenses, tels les accords qui amènent à Anaheim Albert Pujols, Josh Hamilton et C. J. Wilson. Les bilans saisonniers sont variables. Une saison 2014 de 98 victoires se termine abruptement par 3 défaites en autant de matchs dans les séries éliminatoires. Les bilans des saisons 2013 et 2016 sont négatifs, alors que le nombre de victoires enregistrées en 2012 et 2015 est insuffisant pour accéder aux éliminatoires et place chaque fois les Angels au 3e rang de la division Ouest de la Ligue américaine.

## Traditions
Chaque match débute avec la chanson Calling All Angels de Train.
L'Angels Stadium d'Anaheim dispose d'une section dans le champ centre surnommé California Spectacular (« La Californie spectaculaire »). Il s'agit de rochers artificiels rappelant une montagne du désert californien. Le California Spectacular forme une cascade avec des geysers lançant des feux d'artifice avant chaque match, lorsque les Angels frappent un coup de circuit durant la partie, ou gagnent le match.
Le Stade des Angels d'Anaheim est surnommé The Big A.
Chaque vendredi soir de match à domicile est appelé le Big Bang Friday, en référence aux feux d'artifice lancés après le match.
Une fois par saison, d'habitude à la fin de l'été, est tenue la soirée Break Out the Red Week, où les fans se présentent au Stade costumés en rouge. Les fans jugés les plus extravagants remportent des prix.

### Rivalités
Les Angels entretiennent des rivalités avec les clubs qui s'alignent depuis 1994 la division Ouest de la Ligue américaine : les Rangers du Texas, les Mariners de Seattle et les Athletics d'Oakland. Depuis 2013, les Angels entretiennent également une rivalité avec les Astros de Houston depuis le transfert de ces derniers de la division Centrale de la Ligue nationale à la division Ouest de la Ligue américaine. Des rivalités avec les Yankees de New York et les Red Sox de Boston de la division Est se sont développées au fil des ans, les Yankees ayant battu les Angels en Série de championnat de la Ligue américaine et les affrontements Boston-Anaheim ayant été fréquents (4 fois) en Séries de divisions de la Ligue américaine. Le club d'Anaheim affronte ses voisins californiens, les Dodgers de Los Angeles en matchs interligues durant la saison régulière, un duel surnommé Freeway Series en référence à l'autoroute qui relie les deux villes.

## Trophées et honneurs individuels

### Angels au Temple de la renommée du baseball
En 2018, Vladimir Guerrero est le premier joueur élu au Temple de la renommée à être coiffé de la casquette des Angels sur la plaque le représentant.
Plusieurs joueurs élus au Temple de la renommée firent de brefs séjours sous les couleurs des Angels : Rod Carew, Reggie Jackson, Eddie Murray, Frank Robinson, Nolan Ryan, Don Sutton, Hoyt Wilhelm, Dave Winfield. À noter que Nolan Ryan a disputé plus de matchs sous les couleurs des Angels que dans les trois autres franchises où il a évolué, mais il est intronisé comme joueur des Rangers du Texas.

### Numéros retirés
- 11 Jim Fregosi, arrêt-court entre 1961 et 1971 ; gérant entre 1978 et 1981
- 26 Gene Autry, fondateur de la franchise et président entre 1960 et 1996
- 29 Rod Carew, premier but entre 1979 et 1985 ; entraîneur de 1992 à 1999
- 30 Nolan Ryan lanceur entre 1972 et 1979
- 42 Jackie Robinson, retiré par la MLB
- 50 Jimmie Reese, entraîneur de 1972 à 94

Le choix du numéro 26 pour honorer Gene Autry fait référence au 26e homme. Lorsque le nombre a été retiré, la liste active d'une franchise était limitée à 25 joueurs. (La limite est maintenant de 26 joueurs.)

### Autres trophées et honneurs
| Meilleur joueur des Ligues majeures (depuis 1911) : - Don Baylor (1979) - Vladimir Guerrero (2004) - Mike Trout (2014, 2016 et 2019) - Shohei Ohtani (2021 et 2023) Manager de l'année (depuis 1983) : - Mike Scioscia (2002) |  | Trophée Cy Young (depuis 1956) : - Dean Chance (1964) - Bartolo Colón (2005) Recrue de l'année (depuis 1947) : - Tim Salmon (1993) - Mike Trout (2012) - Shohei Ohtani (2018) All-MLB Team (en) (depuis 2019) - Mike Trout (1re équipe, voltigeur, 2019, 2020 et 2022) - Shohei Ohtani (1re équipe, frappeur désigné et 2e équipe, lanceur partant, 2021 ; 1re équipe, lanceur partant et 2e équipe, frappeur désigné, 2022 ; 1re équipe, lanceur partant et frappeur désigné, 2023) - Raisel Iglesias (2e équipe, lanceur de relève, 2021) |

## Affiliations en ligues mineures
| Niveau | Franchise                   | Ligue                         | Ville          | État                   | Affilié depuis |
| ------ | --------------------------- | ----------------------------- | -------------- | ---------------------- | -------------- |
| AAA    | Bees de Salt Lake           | Ligue de la côte du Pacifique | Salt Lake City | Utah                   | 2001           |
| AA     | Trash Pandas de Rocket City | Southern League               | Madison        | Alabama                | 2020           |
| A+     | Dust Devils de Tri-City     | Northwest League              | Pasco          | Washington             | 2021           |
| A-     | 66ers de l'Inland Empire    | Ligue de Californie           | San Bernardino | Californie             | 2011           |
| Rookie | ACL Angels                  | Arizona Complex League        | Tempe          | Arizona                | 1989           |
| Rookie | DSL Angels                  | Dominican Summer League       | Boca Chica     | République dominicaine | 1990           |